# Talp musaranya gràcil
El talp musaranya gràcil (Uropsilus gracilis) és una espècie de mamífer de la família dels tàlpids. Viu a la Xina i Myanmar.